# Cărbunari (Caraș-Severin)

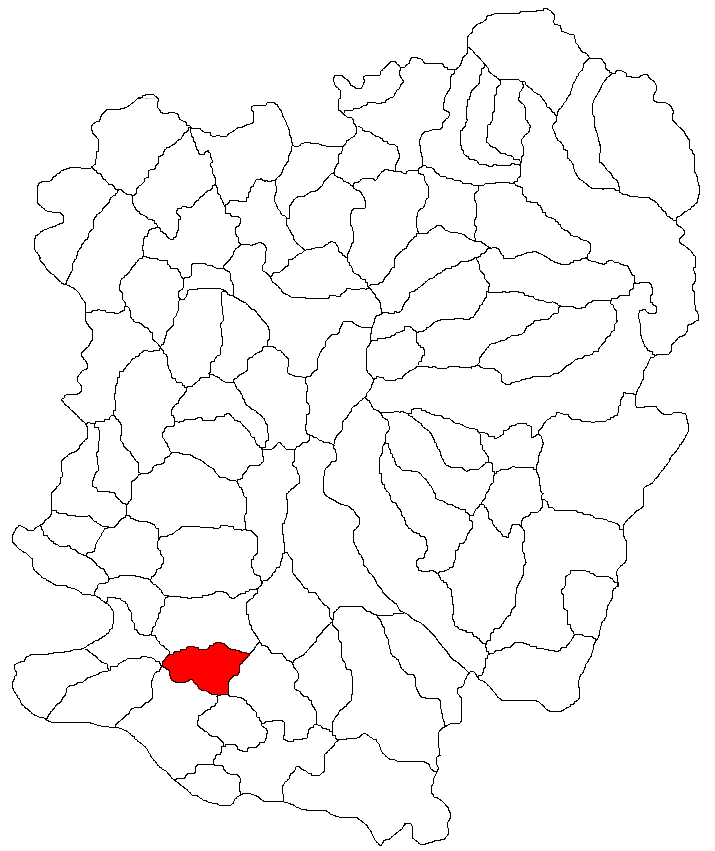
Lage der Gemeinde Cărbunari im Kreis Caraș-Severin

Cărbunari (deutsch Kohldorf, ungarisch Szenesfalu) ist eine Gemeinde im Kreis Caraș-Severin in der Region Banat in Rumänien. Zur Gemeinde Cărbunari gehört auch das Dorf Știnăpari.

## Geografische Lage
Cărbunari liegt im Südwesten des Kreises Caraș-Severin, an der Stelle, an der sich das Locva-Gebirge im Westen, das Anina-Gebirge im Nordosten und das Almăj-Gebirge im Osten treffen.

## Nachbarorte
| Știnăpari | Nationalpark Cheile Nerei-Beușnița          | Nationalpark Cheile Nerei-Beușnița |
| Radimna   | Kompassrose, die auf Nachbargemeinden zeigt | Nationalpark Cheile Nerei-Beușnița |
| Moldovița | Padina Matei                                | Stăncilova                         |

## Geschichte
Die Ortschaft wurde 1775 von Bufänen, rumänischen Arbeitern aus der kleinen Walachei, die wegen ihrer Religion verfolgt worden waren, gegründet. Diese bereiteten die Kohle (den sogenannten Mangal) für die Industrieanlagen in Sasca Montană vor. 1789 wurde das Dorf unter der Bezeichnung Kohldorf erstmals urkundlich erwähnt.
Nach dem Österreichisch-Ungarischen Ausgleich (1867) wurde das Banat dem Königreich Ungarn innerhalb der Doppelmonarchie Österreich-Ungarn angegliedert.
Im ersten Jahrzehnt des 20. Jahrhunderts fand das Gesetz zur Magyarisierung der Ortsnamen (Ga. 4/1898) Anwendung, einschließlich der Magyarisierung aller Toponyme auf Kartenwerken, Grundbuchauszügen und Stadtplänen. Die amtliche Ortsbezeichnung war Szenesfalu . Die ungarischen Ortsbezeichnungen blieben bis zur Verwaltungsreform von 1923 im Königreich Rumänien gültig, als die rumänischen Ortsbezeichnungen eingeführt wurden.
Der Vertrag von Trianon am 4. Juni 1920 hatte die Dreiteilung des Banats zur Folge, wodurch Cărbunari an das Königreich Rumänien fiel.
Cărbunari ist der Ausgangspunkt zu den bedeutendsten Sehenswürdigkeiten des Nationalparks Cheile Nerei-Beușnița, wie Lacul Dracului (Teufelssee) oder Cascada Șușarei (Șușara-Wasserfall).

## Bevölkerungsentwicklung
| 1880 | 1643 | 1636 | - | 5 | 2  |
| 1910 | 2165 | 2148 | 7 | 5 | 5  |
| 1930 | 2510 | 2482 | 4 | 6 | 18 |
| 1977 | 1717 | 1712 | 1 | - | 4  |
| 2002 | 1282 | 1279 | 1 | 1 | 1  |
| 2021 | 785  | 742  | 2 | - | 41 |